# TCP/IP
TCP/IP — сетевая модель передачи данных, представленных в цифровом виде. Модель описывает способ передачи данных от источника информации к получателю. В модели предполагается прохождение информации через четыре уровня, каждый из которых описывается правилом (протоколом передачи). Наборы правил, решающих задачу по передаче данных, составляют стек протоколов передачи данных, на которых базируется Интернет. Название TCP/IP происходит из двух важнейших протоколов семейства — Transmission Control Protocol (TCP) и Internet Protocol (IP), которые были первыми разработаны и описаны в данном стандарте. Также изредка упоминается как модель DOD (Department of Defense) в связи с историческим происхождением от сети ARPANET из 1970-х годов (под управлением DARPA, Министерства обороны США).
Набор интернет-протоколов обеспечивает сквозную передачу данных, определяющую, как данные должны пакетироваться, обрабатываться, передаваться, маршрутизироваться и приниматься. Эта функциональность организована в четыре слоя абстракции, которые классифицируют все связанные протоколы в соответствии с объёмом задействованных сетей. От самого низкого до самого высокого уровня — это уровень связи, содержащий методы связи для данных, которые остаются в пределах одного сегмента сети; интернет-уровень, обеспечивающий межсетевое взаимодействие между независимыми сетями; транспортный уровень, обрабатывающий связь между хостами; и прикладной уровень, который обеспечивает обмен данными между процессами для приложений.
Развитием архитектуры Интернета и протоколов в модели TCP/IP занимается открытое международное сообщество проектировщиков IETF.

## История
Стек протоколов TCP/IP был создан на основе NCP (Network Control Protocol) группой разработчиков под руководством Винтона Серфа в 1972 году. В июле 1976 года Винт Серф и Боб Кан впервые продемонстрировали передачу данных с использованием TCP по трём различным сетям. Пакет прошёл по следующему маршруту: Сан-Франциско — Лондон — Университет Южной Калифорнии. К концу своего путешествия пакет проделал 150 тысяч км, не потеряв ни одного бита. В 1978 году Серф, Джон Постел и Дэнни Кохэн решили выделить в TCP две отдельные функции: TCP и IP (англ. Internet Protocol, межсетевой протокол). TCP был ответственен за разбивку сообщения на датаграммы (англ. datagram) и соединение их в конечном пункте отправки. IP отвечал за передачу (с контролем получения) отдельных датаграмм. Вот так родился современный протокол Интернета. А с 1 января 1983 года ARPANET перешла на новый протокол. Этот день принято считать официальной датой рождения Интернета.

### Формальная спецификация и стандарты
Технические стандарты, лежащие в основе набора TCP/IP протоколов, были переданы Инженерному совету Интернета (IETF).
Характеристикой архитектуры Internet Protocol Suite является широкое разделение на рабочие области для протоколов, составляющих его основную функциональность. Определяющей спецификацией пакета является RFC 1122, которая в общих чертах описывает четыре уровня абстракции. Они выдержали испытание временем, поскольку IETF никогда не изменяла эту структуру. Как таковая модель сети TCP/IP предшествует модели OSI, более всеобъемлющей эталонной структуре для общих сетевых систем.

## Уровни стека TCP/IP
Стек протоколов TCP/IP включает в себя четыре уровня:
- прикладной уровень (Application Layer);
- транспортный уровень (Transport Layer);
- межсетевой уровень (Сетевой уровень[8]) (Internet Layer);
- канальный уровень (Link Layer).

Диаграмма разделения уровней стека протоколов TCP/IP

Протоколы этих уровней полностью реализуют функциональные возможности модели OSI. На стеке протоколов TCP/IP построено всё взаимодействие пользователей в IP-сетях. Стек является независимым от физической среды передачи данных, благодаря чему, в частности, обеспечивается полностью прозрачное взаимодействие между проводными и беспроводными сетями.
| Прикладной (Application Layer)                    | напр., HTTP, RTSP, FTP, DNS |
| Транспортный (Transport Layer)                    | напр., TCP, UDP, SCTP, DCCP (RIP, протоколы маршрутизации, подобные OSPF, что работают поверх IP, являются частью сетевого уровня)                                                                                               |
| Сетевой (Межсетевой) (Internet Layer)             | Для TCP/IP это IP (вспомогательные протоколы, вроде ICMP и IGMP, работают поверх IP, но тоже относятся к сетевому уровню; протокол ARP является самостоятельным вспомогательным протоколом, работающим поверх канального уровня) |
| Уровень сетевого доступа (Канальный) (Link Layer) | Ethernet, IEEE 802.11, WLAN, SLIP, Token Ring, ATM и MPLS, физическая среда и принципы кодирования информации, T1, E1 |

### Прикладной уровень
На прикладном уровне (Application layer) работает большинство сетевых приложений.
Эти программы имеют свои собственные протоколы обмена информацией, например, Интернет-браузер для протокола HTTP, ftp-клиент для протокола FTP (передача файлов), почтовая программа для протокола SMTP (электронная почта), SSH (безопасное соединение с удалённой машиной), DNS (преобразование символьных имён в IP-адреса) и многие другие.
В массе своей эти протоколы работают поверх TCP или UDP и привязаны к определённому порту, например:
- HTTP на TCP-порт 80 или 8080;
- FTP на TCP-порт 20 (для передачи данных) и 21 (для управляющих команд);
- SSH на TCP-порт 22;
- запросы DNS на порт UDP (реже TCP) 53;
- обновление маршрутов по протоколу RIP на UDP-порт 520.

Эти порты определены Агентством по выделению имён и уникальных параметров протоколов (IANA).
К этому уровню относятся: Echo, Finger, Gopher, HTTP, HTTPS, IMAP, IMAPS, IRC, NNTP, NTP, POP3, POPS, QOTD, RTSP, SNMP, SSH, Telnet, XDMCP.

### Транспортный уровень
Протоколы транспортного уровня (Transport layer) могут решать проблему негарантированной доставки сообщений («дошло ли сообщение до адресата?»), а также гарантировать правильную последовательность прихода данных. В стеке TCP/IP транспортные протоколы определяют, для какого именно приложения предназначены эти данные.
Протоколы автоматической маршрутизации, логически представленные на этом уровне (поскольку работают поверх IP), на самом деле являются частью протоколов сетевого уровня; например OSPF (IP-идентификатор 89).
TCP (IP-идентификатор 6) — «гарантированный» транспортный механизм с предварительным установлением соединения, предоставляющий приложению надёжный поток данных, дающий уверенность в безошибочности получаемых данных, перезапрашивающий данные в случае потери и устраняющий дублирование данных. TCP позволяет регулировать нагрузку на сеть, а также уменьшать время ожидания данных при передаче на большие расстояния. Более того, TCP гарантирует, что полученные данные были отправлены точно в такой же последовательности. В этом его главное отличие от UDP.
UDP (IP-идентификатор 17) протокол передачи датаграмм без установления соединения. Также его называют протоколом «ненадёжной» передачи, в смысле невозможности удостовериться в доставке сообщения адресату, а также возможного перемешивания пакетов.
В приложениях, требующих гарантированной передачи данных, используется протокол TCP.
UDP обычно используется в таких приложениях, как потоковое видео и компьютерные игры, где допускается потеря пакетов, а повторный запрос затруднён или не оправдан, либо в приложениях вида запрос-ответ (например, запросы к DNS), где создание соединения занимает больше ресурсов, чем повторная отправка.
И TCP, и UDP используют для определения протокола верхнего уровня число, называемое портом.

### Сетевой (межсетевой) уровень
Межсетевой уровень (Internet layer) изначально разработан для передачи данных из одной сети в другую. На этом уровне работают маршрутизаторы, которые перенаправляют пакеты в нужную сеть путём расчёта адреса сети по маске сети. Примерами такого протокола является X.25 и IPC в сети ARPANET.
С развитием концепции глобальной сети в уровень были внесены дополнительные возможности по передаче из любой сети в любую сеть, независимо от протоколов нижнего уровня, а также возможность запрашивать данные от удалённой стороны, например в протоколе ICMP (используется для передачи диагностической информации IP-соединения) и IGMP (используется для управления multicast-потоками).
ICMP и IGMP расположены над IP и должны попасть на следующий — транспортный — уровень, но функционально являются протоколами сетевого уровня, и поэтому их невозможно вписать в модель OSI.
Пакеты сетевого протокола IP могут содержать код, указывающий, какой именно протокол следующего уровня нужно использовать, чтобы извлечь данные из пакета. Это число — уникальный IP-номер протокола. ICMP и IGMP имеют номера, соответственно, 1 и 2.
К этому уровню относятся: DVMRP, ICMP, IGMP, MARS, PIM, RIP, RIP2, RSVP.

### Канальный уровень
Канальный уровень (англ. Link layer) описывает способ кодирования данных для передачи пакета данных на физическом уровне (то есть специальные последовательности бит, определяющих начало и конец пакета данных, а также обеспечивающие помехоустойчивость). Ethernet, например, в полях заголовка пакета содержит указание того, какой машине или машинам в сети предназначен этот пакет.
Примеры протоколов канального уровня — Ethernet, IEEE 802.11 (WLAN), SLIP, Token Ring, ATM и MPLS.
PPP не совсем вписывается в такое определение, поэтому обычно описывается в виде пары протоколов HDLC/SDLC.
MPLS занимает промежуточное положение между канальным и сетевым уровнем и, строго говоря, его нельзя отнести ни к одному из них.
Канальный уровень иногда разделяют на 2 подуровня — LLC и MAC.
Кроме того, канальный уровень описывает среду передачи данных (будь то коаксиальный кабель, витая пара, оптическое волокно или радиоканал), физические характеристики такой среды и принцип передачи данных (разделение каналов, модуляцию, амплитуду сигналов, частоту сигналов, способ синхронизации передачи, время ожидания ответа и максимальное расстояние).
При проектировании стека протоколов на канальном уровне рассматривают помехоустойчивое кодирование — позволяющие обнаруживать и исправлять ошибки в данных вследствие воздействия шумов и помех на канал связи.

## Сравнение с модельюOSI
Три верхних уровня в модели OSI, то есть уровень приложения, уровень представления и уровень сеанса, отдельно не различаются в модели TCP/IP, которая имеет только прикладной уровень над транспортным уровнем. Хотя некоторые чистые приложения протокола OSI, такие как X.400, также объединяют их, нет требования, что стек протокола TCP/IP должен накладывать монолитную архитектуру над транспортным уровнем. Например, протокол NFS-приложений работает через протокол представления данных External Data Representation (XDR), который, в свою очередь, работает по протоколу Remote Procedure Call (RPC). RPC обеспечивает надёжную передачу данных, поэтому он может безопасно использовать транспорт UDP с максимальным усилием.
Различные авторы интерпретировали модель TCP/IP по-разному и не согласны с тем, что уровень связи или вся модель TCP/IP охватывает проблемы первого уровня модели OSI (физический уровень) или предполагается, что аппаратный уровень ниже уровня канала.
Несколько авторов попытались включить слои 1 и 2 модели OSI в модель TCP/IP, поскольку они обычно упоминаются в современных стандартах (например, IEEE и ITU). Это часто приводит к модели с пятью слоями, где уровень связи или уровень доступа к сети разделяются на слои 1 и 2 модели OSI.
Усилия по разработке протокола IETF не касаются строгого расслоения. Некоторые из его протоколов могут не соответствовать чисто модели OSI, хотя RFC иногда ссылаются на неё и часто используют старые номера уровня OSI. IETF неоднократно заявлял, что разработка интернет-протокола и архитектуры не должна соответствовать требованиям OSI. В RFC 3439, адресованном интернет-архитектуре, содержится раздел, озаглавленный «Слой, считающийся вредным».
Например, считается, что уровни сеанса и представления пакета OSI включены в прикладной уровень пакета TCP/IP. Функциональность уровня сеанса можно найти в протоколах, таких как HTTP и SMTP, и более очевидна в таких протоколах, как Telnet и протокол инициации сеанса (SIP). Функциональность уровня сеанса также реализована с нумерацией портов протоколов TCP и UDP, которые охватывают транспортный уровень в наборе TCP/IP. Функции уровня представления реализуются в приложениях TCP/IP со стандартом MIME при обмене данными.
Конфликты очевидны также в оригинальной модели OSI, ISO 7498, когда не рассматриваются приложения к этой модели, например, ISO 7498/4 Management Framework или ISO 8648 Internal Organization of the Network layer (IONL). Когда рассматриваются документы IONL и Management Framework, ICMP и IGMP определяются как протоколы управления уровнем для сетевого уровня. Аналогичным образом IONL предоставляет структуру для «зависимых от подсетей объектов конвергенции», таких как ARP и RARP.
Протоколы IETF могут быть инкапсулированы рекурсивно, о чём свидетельствуют протоколы туннелирования, такие как Инкапсуляция общей маршрутизации (GRE). GRE использует тот же механизм, который OSI использует для туннелирования на сетевом уровне.
Существуют разногласия в том, как вписать модель TCP/IP в модель OSI, поскольку уровни в этих моделях не совпадают.
К тому же, модель OSI не использует дополнительный уровень — «Internetworking» — между канальным и сетевым уровнями. Примером спорного протокола может быть ARP или STP.
Вот как традиционно протоколы TCP/IP вписываются в модель OSI: 
|   | TCP/IP       | OSI           |                                                                                                |
| 7 | Прикладной   | Прикладной    | напр., HTTP, SMTP, SNMP, FTP, Telnet, SSH, SCP, SMB, NFS, RTSP, BGP                            |
| 6 | Прикладной   | Представления | напр., XDR, AFP, TLS, SSL                                                                      |
| 5 | Прикладной   | Сеансовый     | напр., ISO 8327 / CCITT X.225, RPC, NetBIOS, PPTP, L2TP, ASP                                   |
| 4 | Транспортный | Транспортный  | напр., TCP, UDP, SCTP, SPX, ATP, DCCP, GRE                                                     |
| 3 | Сетевой      | Сетевой       | напр., IP, ICMP, IGMP, CLNP, OSPF, RIP, IPX, DDP                                               |
| 2 | Канальный    | Канальный     | напр., Ethernet, Token ring, HDLC, PPP, X.25, Frame relay, ISDN, ATM, SPB, MPLS, ARP           |
| 1 | Канальный    | Физический    | напр., электрические провода, радиосвязь, волоконно-оптические провода, инфракрасное излучение |

Обычно в стеке TCP/IP верхние 3 уровня модели OSI (прикладной, представления и сеансовый) объединяют в один — прикладной. Поскольку в таком стеке не предусматривается унифицированный протокол передачи данных, функции по определению типа данных передаются приложению.

## Описание модели TCP/IP в технической литературе
В модели TCP/IP, в отличие от модели OSI, физический уровень никак не описывается. Тем не менее, в некоторых учебниках, для лучшего понимания, описывается «гибридная модель TCP/IP — OSI» из 5 уровней, содержащая дополнительный — физический уровень.
Следующая таблица показывает различные вариации в описании модели TCP/IP. Количество уровней варьируется от трёх до семи.
| Kurose, Forouzan                                       | Comer, Kozierok                  | Stallings                 | Tanenbaum                        | RFC 1122, Internet STD 3 (1989) | Cisco Academy     | Mike Padlipsky's 1982 «Arpanet Reference Model» (RFC 871) | OSI model    |
| ------------------------------------------------------ | -------------------------------- | ------------------------- | -------------------------------- | ------------------------------- | ----------------- | --------------------------------------------------------- | ------------ |
| Пять уровней                                           | Четыре + 1 уровень               | Пять уровней              | Пять уровней                     | Четыре уровня                   | Четыре уровня     | Три уровня                                                | Семь уровней |
| «Five-layer Internet model» or «TCP/IP protocol suite» | «TCP/IP 5-layer reference model» | «TCP/IP model»            | «TCP/IP 5-layer reference model» | «Internet model»                | «Internet model»  | «Arpanet reference model»                                 | OSI model    |
| Application                                            | Application                      | Application               | Application                      | Application (Прикладной)        | Application       | Application/Process                                       | Application  |
| Application                                            | Application                      | Application               | Application                      | Application (Прикладной)        | Application       | Application/Process                                       | Presentation |
| Application                                            | Application                      | Application               | Application                      | Application (Прикладной)        | Application       | Application/Process                                       | Session      |
| Transport                                              | Transport                        | Host-to-host or transport | Transport                        | Transport (Транспортный)        | Transport         | Host-to-host                                              | Transport    |
| Network                                                | Internet                         | Internet                  | Internet                         | Internet (Сетевой)              | Internetwork      | Host-to-host                                              | Network      |
| Data link                                              | Data link (Network interface)    | Network access            | Data link                        | Link (Канальный)                | Network interface | Network interface                                         | Data link    |
| Physical                                               | (Hardware)                       | Physical                  | Physical                         |                                 |                   |                                                           | Physical     |

Некоторые из моделей в приведённой таблицы взяты из учебников, которые являются вторичными источниками и могут расходиться с RFC 1122 и другими IETF-первоисточниками.